# Terrapin Station
Terrapin Station je deváté studiové album skupiny Grateful Dead. Album původně vyšlo u Arista Records 27. července 1977. Album produkoval Keith Olsen.

## Seznam skladeb
| Strana 1 | Strana 1              | Strana 1                       | Strana 1 |
| Pořadí   | Název                 | Autor                          | Délka    |
| -------- | --------------------- | ------------------------------ | -------- |
| 1.       | Estimated Prophet     | Barlow, Weir                   | 5:37     |
| 2.       | Dancing in the Street | Gaye, Ivy Jo Hunter, Stevenson | 3:16     |
| 3.       | Passenger             | Lesh, Monk                     | 2:48     |
| 4.       | Samson and Delilah    | traditional                    | 3:29     |
| 5.       | Sunrise               | Godchaux                       | 4:03     |

| Strana 2       | Strana 2 | Strana 2 | Strana 2 |
| Pořadí         | Název | Autor | Délka    |
| -------------- | --- | --- | -------- |
| 6.             | Terrapin Station Part 1 1. Lady With a Fan 2. Terrapin Station 3. Terrapin 4. Terrapin Transit 5. At a Siding 6. Terrapin Flyer 7. Refrain | Garcia, Robert Hunter Garcia, Robert Hunter Hart, Kreutzmann Hart, Robert Hunter Hart, Kreutzmann Garcia, Robert Hunter | 16:17    |
| Celková délka: | Celková délka: | Celková délka: | 35:38    |

## Sestava

### Grateful Dead
- Jerry Garcia - kytara, zpěv
- Bob Weir - kytara, zpěv
- Keith Godchaux - klávesy, zpěv
- Donna Jean Godchaux - zpěv
- Phil Lesh - baskytara
- Bill Kreutzmann - bicí
- Mickey Hart - bicí

### Hosté
- Tom Scott - lyricon, saxofon
- Paul Buckmaster
- The Martyn Ford Orchestra
- The English Choral